# 오목교역
오목교역(梧木橋, Omokgyo station) 또는 목동운동장앞역(木洞運動場앞驛, Mokdong Stadium station)은 서울특별시 양천구 오목로에 있는 수도권 전철 5호선의 지하철역이다. 목동운동장앞은 서울시 고시로 지정한 병기역명이다.<re묘f>서울교통공사, 서울시메트로9호선 소속의 모든 역의 괄호 안에 쓰는 부분 역시 서울시 고시로 정한 공식 역명이다. 코레일의 부역명 제도와는 다르다.</ref> 안양천 하저터널로 양평역과 연결된다.

## 역사
- 1996년 8월 12일 : 서울 지하철 5호선 까치산역~여의도역 개통과 함께 영업 개시

## 역 구조
2면 2선의 상대식 승강장이 있는 지하역이며, 스크린도어가 설치되어 있다. 이 역은 반대 방향으로 횡단이 불가능한 역이다.

### 승강장
| 목동 ↑ |
| \| 상  |
| ↓ 양평 |

| 상행 | ● 수도권 전철 5호선 | 목동 · 까치산 · 화곡 · 김포공항 · 방화 방면                     |
| 하행 | ● 수도권 전철 5호선 | 신길 · 여의도 · 공덕 · 광화문 · 광나루 · 하남검단산 · 마천 방면 |

## 역 주변
1번 출구 
- 목1동주민센터
- 양천소방서

2번 출구 
- 파리공원 방면
- 양천우체국 방면
- 행복한백화점
- 오목공원
- CBS 방송국
- SBS 방송센터 본사
- 헌혈의집 목동센터
- 스포츠조선
- 사)한국예술문화단체총연합회

3번 출구
- 목동공영주차장

4번 출구 
- 영학정
- 목동운동장 (프로축구 K리그2 서울 이랜드 FC 홈구장)
- 목동야구장
- 목동아이스링크 (대학아이스하키리그 연세대학교 홈구장)
- 무중력지대 양천

5번 출구 
- 오목교 / 영등포 방면
- 오목교중앙시장
- 목동현대아파트
- 목동센트럴푸르지오

6번 출구 
- 양천시니어클럽

7번 출구 
- 양천구청 방면
- 서울출입국.외국인청 방면
- 목동초등학교
- 목동중학교

8번 출구 
- 양천세무서
- 양천장애인종합복지관
- 목동오거리 방면
- 양천해누리종합복지관
- 생명과학박물관
- 목동쉐르빌1,2차

연결통로 
- 목동현대백화점
- 목동현대하이패리온1차

## 이용객 변동
| 노선  | 노선   | 일평균 인원수 (명/일) | 일평균 인원수 (명/일) | 일평균 인원수 (명/일) | 일평균 인원수 (명/일) | 일평균 인원수 (명/일) | 일평균 인원수 (명/일) | 일평균 인원수 (명/일) | 일평균 인원수 (명/일) | 일평균 인원수 (명/일) | 일평균 인원수 (명/일) | 각주  |
| 노선  | 노선   | 2000년                | 2001년                | 2002년                | 2003년                | 2004년                | 2005년                | 2006년                | 2007년                | 2008년                | 2009년                | 각주  |
| ----- | ------ | --------------------- | --------------------- | --------------------- | --------------------- | --------------------- | --------------------- | --------------------- | --------------------- | --------------------- | --------------------- | ----- |
| 5호선 | 승차   | 16,621                | 18,514                | 21,851                | 26,262                | 27,730                | 27,941                | 27,929                | 28,699                | 29,162                | 28,218                | [ 1 ] |
| 5호선 | 하차   | 15,075                | 17,077                | 20,493                | 25,277                | 27,244                | 28,053                | 28,060                | 29,007                | 29,710                | 29,300                | [ 1 ] |
| 5호선 | 승하차 | 31,696                | 35,591                | 42,344                | 51,540                | 54,975                | 55,994                | 55,988                | 57,706                | 58,872                | 57,518                | [ 1 ] |
| 노선  | 노선   | 2010년                | 2011년                | 2012년                | 2013년                | 2014년                | 2015년                | 2016년                | 2017년                | 2018년                |                       | [ 1 ] |
| 5호선 | 승차   | 28,150                | 28,304                | 28,067                | 27,789                | 26,935                | 26,124                | 25,203                | 25,071                | 24,428                |                       | [ 1 ] |
| 5호선 | 하차   | 29,536                | 29,609                | 29,347                | 29,112                | 28,507                | 27,971                | 27,036                | 26,867                | 26,302                |                       | [ 1 ] |
| 5호선 | 승하차 | 57,686                | 57,913                | 57,414                | 56,901                | 55,442                | 54,095                | 52,239                | 51,938                | 50,730                |                       | [ 1 ] |

## 사진

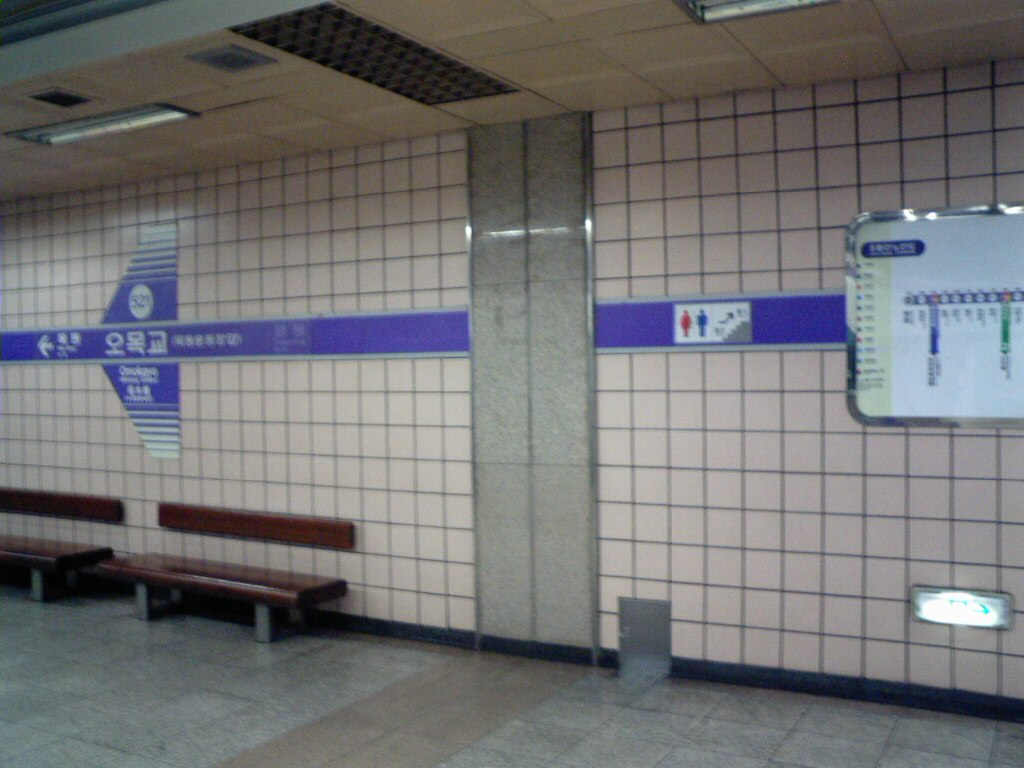
역명판

## 인접한 역
| 서울 지하철 5호선 본선 | 서울 지하철 5호선 본선 | 서울 지하철 5호선 본선          |
| ---------------------- | ---------------------- | ------------------------------- |
| 520 목동 방화 방면     | ● 수도권 전철 5호선    | 522 양평 하남검단산 · 마천 방면 |